# Thomas Byström
Pour les articles homonymes, voir Bystrom (homonymie).
Thomas Byström, né le 27 novembre 1893 à Stockholm et mort le 22 juillet 1979 à Lidingö, est un cavalier suédois de dressage. 

## Carrière
Thomas Byström, sur sa monture Gulliver, est médaillé d'argent en dressage par équipes avec Bertil Sandström et Gustaf Adolf Boltenstern, Jr. ainsi que quatrième en dressage individuel aux Jeux olympiques de 1932 à Los Angeles.